# Zarrīn Shahr
Zarrīn Shahr (persiska: زرّین شهر) är en kommunhuvudort i Iran.   Den ligger i provinsen Esfahan, i den centrala delen av landet, 400 km söder om huvudstaden Teheran. Zarrīn Shahr ligger 1 705 meter över havet och antalet invånare är 55 984.
Terrängen runt Zarrīn Shahr är platt åt sydväst, men åt nordost är den kuperad. Runt Zarrīn Shahr är det ganska tätbefolkat, med 192 invånare per kvadratkilometer. Zarrīn Shahr är det största samhället i trakten. Trakten runt Zarrīn Shahr består till största delen av jordbruksmark.